# 八中河
八中河，位于中国广西壮族自治区田林县西北部，是驮娘江左岸支流，发源于田林县潞城瑶族乡平里背山坡，西北流至那马村折西南流，至者苗乡渭龙村右纳者苗河转东南流，于八渡瑶族乡以西汇入驮娘江。干流长72千米，流域面积599平方千米。